# Mordellistena andreae andreae
Mordellistena andreae andreae es una especie de coleóptero de la familia Mordellidae.

## Distribución geográfica
Habita en  Estados Unidos.